# Deen Dayal Upadhyay Gorakhpur University
Deen Dayal Upadhyay Gorakhpur University är ett universitet i Indien.   Det ligger i distriktet Gorakhpur och delstaten Uttar Pradesh, i den nordöstra delen av landet, 600 km öster om huvudstaden New Delhi. Deen Dayal Upadhyay Gorakhpur University ligger 70 meter över havet.